# 존 코닌
존 코닌 3세(John Cornyn III, 1952년 2월 2일 ~ )는 미국의 정치인이다.

## 학력
- 아메리칸 스쿨 인 재팬 졸업
- 트리니티 대학교 인문사회 학사
- 세인트메리 대학교 로스쿨 법무박사
- 버지니아 대학교 법학 석사

## 경력
- 1985.01 ~ 1991.01 텍사스 제37사법구 판사
- 1991.01 ~ 1997.10 텍사스주 대법원 대법관
- 1999.01 ~ 2002.12 제49대 텍사스 법무장관
- 2002.12 ~ 제107~대 미국 텍사스 연방상원의원
- 2009.01 ~ 2013.01 미국 연방상원 공화당 의원총회 의장
- 2013.01 ~ 2019.01 미국 상원 공화당 원내총무
- 2019.01 ~ 2021.01 미국 상원 국제 마약통제 코커스 의장
- 2021.01 ~ 2023.01 미국 상원 국제 마약통제 코커스 간사
- 2025.01 ~ 미국 상원 국제 마약통제 코커스 의장

## 역대 선거 결과
| 선거명      | 직책명                  | 대수  | 정당   | 득표율 | 득표수      | 결과 | 당락                   |
| ----------- | ----------------------- | ----- | ------ | ------ | ----------- | ---- | ---------------------- |
| 1990년 선거 | 대법관 (텍사스 Place 7) | -대   | 공화당 | 55.67% | 1,992,447표 | 1위  | 텍사스 대법원 당선     |
| 1996년 선거 | 대법관 (텍사스 Place 7) | -대   | 공화당 | 51.99% | 2,686,518표 | 1위  | 텍사스 대법원 당선     |
| 1998년 선거 | 텍사스 법무장관         | 49대  | 공화당 | 54.26% | 2,002,794표 | 1위  | 텍사스주 법무장관 당선 |
| 2002년 선거 | 상원의원 (텍사스 제2부) | 108대 | 공화당 | 55.30% | 2,496,243표 | 1위  | 텍사스주 상원의원 당선 |
| 2008년 선거 | 상원의원 (텍사스 제2부) | 111대 | 공화당 | 54.82% | 4,337,469표 | 1위  | 텍사스주 상원의원 당선 |
| 2014년 선거 | 상원의원 (텍사스 제2부) | 114대 | 공화당 | 61.56% | 2,861,531표 | 1위  | 텍사스주 상원의원 당선 |
| 2020년 선거 | 상원의원 (텍사스 제2부) | 117대 | 공화당 | 53.51% | 5,962,983표 | 1위  | 텍사스주 상원의원 당선 |